# Бывшие посёлки городского типа Красноярского края
Бывшие посёлки городского типа Красноярского края — посёлки городского типа (рабочие и дачные), потерявшие этот статус в связи с административно-территориальными преобразованиями.

## Упразднённые и преобразованные до 1 января 2007 года
Посёлки городского типа, упразднённые и преобразованные на территории Красноярского края до 1 января 2007 года. Все входили в состав собственно края, в Таймырском (Долгано-Ненецком) и Эвенкийском автономных округах отсутствовали.

### А
- Абан — пгт с 1965 года. Преобразован в сельский населённый пункт в 2006 году[1].
- Аяхта — пгт с 1933 года. Преобразован в сельский населённый пункт в 1940-е годы.

### Б
- Богунай — пгт с 1939 года. Упразднён в 1940-50-е годы.
- Бородино — пгт с 1949 года. Преобразован в город в 1981 году.

### Д
- Дивногорск — пгт с 1957 года. Преобразован в город в 1963 году.

### З
- Заозёрный — пгт с 1939 года. Преобразован в город в 1948 году.

### И
- Игарка — пгт с 1930 года. Преобразован в город в 1931 году.
- Иланский — пгт с 1929 года. Преобразован в город в 1939 году.
- Индустриальный — включён в черту города Красноярск в 1963 году.

### К
- Кайеркан — пгт с 1956 года. Преобразован в город в 1982 году. Ныне, с 2004 года, входит в состав города Норильск.
- Кодинский — пгт с 1978 года. Преобразован в город Кодинск в 1989 году.

### М
- Маклаково — пгт с 1953 года. Преобразован в город Лесосибирск в 1975 году.
- Медвежий — пгт с 1956 года. Преобразован в сельский населённый пункт в 1961 году.

### Н
- Назарово — пгт с 1946 года. Преобразован в город в 1961 году.
- Новоенисейск — пгт с 1962 года. Включён в состав города Лесосибирск в 1989 году.
- Новоерудинский — пгт с 1939 года. Преобразован в сельский населённый пункт в 1980 году.
- Новокамала — пгт с 1949 года. Преобразован в сельский населённый пункт в 1970-e годы.
- Новомаклаково — пгт с 1966 года. Включён в состав города Лесосибирск в 1975 году.
- Новосёлово — пгт с 1962 года. Преобразован в сельский населённый пункт в 1991 году.
- Нордвик — пгт с 1943 года. Исключён из учётных данных в 1967 году.
- Норильск — пгт с 1939 года. Преобразован в город в 1953 году.

### О
- Овсянка — пгт с 1964 года. Преобразован в сельский населённый пункт в 2004 году[2].
- Октябрьский — пгт с 1979 года. Преобразован в сельский населённый пункт в 2005 году.
- Ольховский — пгт с 1931 года. Преобразован в город Артёмовск в 1939 году.

### П
- Пит-Городок — пгт с 1939 года. Преобразован в сельский населённый пункт в 1957 году.

### С
- Сосновоборск — пгт с 1975 года. Преобразован в город в 1985 году.
- Сурикова — пгт с 1965 года. Преобразован в сельский населённый пункт Суриково в 1974 году.

### Т
- Таёжный — пгт с 1949 года. Преобразован в сельский населённый пункт в 2003 году[3].
- Таёжный — пгт с 1979 года. Преобразован в сельский населённый пункт в 2005 году[4].
- Талнах — пгт с 1964 года. Преобразован в город в 1982 году. Ныне, с 2004 года, входит в состав города Норильск.

### У
- Угольный — пгт с 1956 года. Преобразован в сельский населённый пункт в 1961 году. В настоящий момент в составе Норильска.
- Ужур — пгт с 1942 года. Преобразован в город в 1953 году.
- Уяр — пгт с 1934 года. Преобразован в город в 1944 году.

### Ф
- Филимоново — пгт с 1949 года. Преобразован в сельский населённый пункт в 2004 году[5].

### Ш
- Шарыпово — пгт с 1977 года. Преобразован в город в 1981 году.

## Упразднённые и преобразованные с 1 января 2007 года

### Н
- Новочернореченский — пгт с 1949 года. Преобразован в сельский населённый пункт в 2019 году.

### П
- Памяти 13 Борцов — пгт с 1928 года. Преобразован в сельский населённый пункт в 2013 году.
- Поканаевка — пгт с 1965 года. Преобразован в сельский населённый пункт в 2013 году.
- Предивинск — пгт с 1932 года. Преобразован в сельский населённый пункт в 2013 году.

### Р
- Рассвет — пгт с 1965 года. Преобразован в сельский населённый пункт в 2012 году.

### С
- Светлогорск — пгт с 1978 года. Преобразован в сельский населённый пункт в 2013 году.

### Т
- Тея — пгт с 1957 года. Преобразован в сельский населённый пункт в 2013 году.
- Тинской — пгт с 1961 года. Преобразован в сельский населённый пункт в 2013 году.
- Тура — пгт с 1938 года. Преобразован в сельский населённый пункт в 2011 году. Входит в состав Эвенкийского района, административно-территориальной единицы с особым статусом, образованной в результате преобразования Эвенкийского автономного округа.

### У
- Урал — пгт с 1964 года. Преобразован в сельский населённый пункт в 2013 году.

### Ч
- Чибижек — пгт с 1941 года. Преобразован в сельский населённый пункт в 2013 году.

### Ю
- Южно-Енисейск — пгт с 1928 года. Преобразован в сельский населённый пункт в 2013 году.